# Мејфилд (Кентаки)
Мејфилд (енгл. Mayfield) град је у америчкој савезној држави Кентаки.

## Демографија
По попису из 2010. године број становника је 10.024, што је 325 (-3,1%) становника мање него 2000. године.
| Група             | 2000.         | 2010.         |
| Белци             | 8.117 (78,4%) | 6.939 (69,2%) |
| Афроамериканци    | 1.377 (13,3%) | 1.285 (12,8%) |
| Азијати           | 38 (0,4%)     | 44 (0,4%)     |
| Хиспаноамериканци | 606 (5,9%)    | 1.442 (14,4%) |
| Укупно            | 10.349        | 10.024        |